# 任继愈
任继愈（1916年4月15日—2009年7月11日），字又之，山东平原人，中国近代宗教学家、哲学家、历史学家、图书馆学家，国际欧亚科学院院士，曾担任中国社会科学院世界宗教研究所所长、中国国家图书馆馆长、中国宗教学会会长、中国哲学史学会会长、中国无神论学会理事长、中央文史研究馆馆员、第四至八届全国人大代表等职务，被认为是中国马克思主义宗教学研究的开创者、“儒家宗教说”的提出者之一。

## 生平
任继愈于1916年4月15日生于山东省平原县的一个世代书香的大家庭。父亲任萧亭毕业于保定陆军军官学校，官至少将，曾参加过抗日战争。任继愈大哥很早就过继给亲戚家并早逝，任继愈排行第二，三弟任继亮，四弟任继周。任继愈四岁起识字入私塾，名字“继愈”就是入学时老师取的。后来私塾换为小学，在山东济南贡院墙根的省立第一模范小学（现大明湖小学）毕业。中学在北平大学附属中学就读，开始接触胡适、梁启超、冯友兰等人的著作，接受更深层次的思想启蒙。
中学时代的任继愈梦想是当一名医生，但接触到哲学以后，便被哲学深深吸引。1934年，任继愈考入北京大学哲学系，学习西方哲学。
大学三年级时，“七七”事变爆发，北京沦陷，北大决定南迁，任继愈随校南行至长沙，后又报名了学校组织的“湘黔滇旅行团”，旅行至昆明。这次旅行使他亲身体验到中国农村和农民的真实情况，对他的人生理想和态度有很大的改变。他认为：“作为一个中国哲学史的研究者，不了解中国的农民，不懂得他们的思想感情，就不能理解中国的社会；不懂得中国的农民、中国的农村，就不可能懂得中国的历史。”1938年，任继愈北京大学哲学系毕业，1939年考取西南联大北京大学文科研究所第一批研究生，导师是汤用彤和贺麟，专业方向是中国哲学史和佛教史，1941年硕士毕业。毕业后任继愈选择了在北京大学留校任教，直至1964年，先后讲授中国哲学史、宋明理学、中国哲学问题、朱子哲学等课程。1956年起，任继愈兼任中国科学院哲学研究所研究员，为中华人民共和国培养了第一批副博士研究生。1955至1966年，担任《北京大学学报》人文科学版编辑。1956年，任继愈加入中国共产党，成为了无神论者。
1964年，任继愈接受受命组建中国社会科学院世界宗教研究所，并任所长，这是1949年后中国的第一个宗教研究机构。然而不久后文革开始，任继愈被下放到河南信阳干校接受“教育”。由于光线昏暗、劳动过度，任继愈的右眼患了严重的眼疾，左眼视力也受到损害。 
“文革”结束后，任继愈得以回到北京，世界宗教研究所逐渐恢复原有的建制。1979年，任继愈成立了中国无神论学会，并担任理事长。1980年开始，任继愈提出了“儒家宗教说”，与当时思想界公认的“中国无宗教”的看法相左。1978年起，任继愈开始招收宗教学硕士生、博士生，1985年起与北大合作培养宗教学本科生。1999年，任继愈当选为国际欧亚科学院院士。曾经担任过的职位有中国宗教学会会长、中国无神论学会理事长、中国西藏佛教研究会会长、中国哲学史学会会长、社会科学基金宗教组召集人、中国社会科学院世界宗教研究所名誉所长。此外他曾当选为第四至八届全国人民代表大会代表。
1987年起，任继愈开始担任北京图书馆（1999年更名为中国国家图书馆）馆长，直至2005年。2008年后，担任中国国家图书馆名誉馆长。
2009年7月11日凌晨4时30分，任继愈在卫生部北京医院逝世，享年93岁。

## 学术工作
任继愈在大学时主修西方哲学史，但是1938年的随校南迁旅行使得任继愈转变了志向，决定要探究中国的传统文化与传统哲学，把总结中国古代精神遗产作为自己一生的追求和使命。任继愈致力于用马克思主义研究中国古代哲学。二十世纪五十年代中，任继愈相继发表多篇研究中国佛教思想哲学的论文，后来以《汉唐佛教思想论集》出版，成为中华人民共和国用马克思主义研究宗教问题的奠基之作。1962年至1963年始由任继愈主编的《中国哲学史》出版，并成为中国大学哲学系的基本教材。
1964年，在毛泽东批示下，任继愈成立了中国社会科学院世界宗教研究所，并担任第一任所长。世界宗教研究所任职期间，任继愈与北京大学联合培养宗教学本科生，培养了大批宗教学研究人才。
1978年底，在中国无神论学会成立大会上，任继愈首先提出儒教是宗教的论点。1980年起，任继愈发表了一系列文章，正式提出“儒教是宗教”的主张。从1980年的《从儒家到儒教》，1982年的《中国哲学与中国宗教》、《儒教的特点及其发展阶段》、《儒家个性与宗教共性》、《儒教是人伦日用的神学》，到1984年的《佛教向儒教靠拢》，1986年的《重视儒教的研究》，再到1988年的《具有中国民族形式的宗教——儒教》，任继愈详细地论述了儒教的发展、演变、历史与现实，透彻地分析了儒家思想在中国的宗教性质。他认为：“儒教作为完整形态的宗教，应当从北宋算起，朱熹把它完善化。多年来人们习惯地称为理学或道学的这种体系，我称之为儒教。”任继愈提出儒教的内在本质是禁欲主义、敬天法祖、重“忠孝”、尊“三纲”，而其教义则表现为“天地君亲师”，并与王权结合，广泛而深入地影响了宋元之后的中国社会。
八十年代以来，任继愈投入大量精力，领导了大规模的传统文化资料整理工作。1982年起，时任世界宗教研究所所长的任继愈开始主持编修《中华大藏经》。《中华大藏经》以1930年代发现的稀世孤本《赵城金藏》为基礎，采用《房山云居寺石经》、《资福藏》、《影宋碛砂藏》、《普宁藏》、《永乐南藏》、《径山藏》、《清藏》及《高丽藏》等八种刻本进行对校。大藏经的编纂由汉文部开始，《中华大藏经（汉文部分）》费时13年，前后有160余名学者参与编写，共107册，1.07亿字。而接下来的续编将包括二至三亿字。此外任继愈还是《中国佛教史》、《中国道教史》、《宗教大辞典》、新修《二十四史》、《国家图书馆藏敦煌遗书》以及《中华大典》等浩大文化工程的领导或主编。
学界公认任继愈对中国哲学的最大贡献是：他认为儒、释、道三教是中国传统文化的三大支柱，对中国社会各阶层有广泛而深远的影响。他认识到中国佛教和道教思想对中国文化的重要性，力图将其纳入中国哲学发展的主流。他始终主张，对中国思想文化的研究要从“多民族统一大国”的中国国情出发。

## 评价
- “凤毛麟角，人才难得”——毛泽东
- “诚信不欺，有古人风”——熊十力
- “任继愈也是很早就陷入权力、势力范围之内了。很早就变成毛很喜欢的一个私人顾问，常常让他去讲佛教。他早期也做了一些学问，他写过佛教史的论集，也是跟季羡林一样，都是早期的作品，到后来就没见到有什么新的工作了。这是环境使然。”——余英時

## 主要作品
| 著作 - 《汉唐佛教思想论集》 - 《中国佛学论文集》(合著) - 《中国哲学史论》 - 《任继愈学术论著自选集》 - 《任继愈自选集》 - 《墨子与墨家》 - 《韩非》 - 《老子新译》 - 《天人之际》 - 《念旧企新》 - 《任继愈哲学文化随笔》 - 《竹影集》 与人合著 - 《中国近代思想史讲授提纲》 | 主编 - 《中华大藏经》（汉文部分） - 《中华大典·哲学典》 - 《中华大典·宗教典》 - 《中国佛教史》 - 《中国哲学史》（大学教科书） - 《中国哲学发展史》、《中国佛教史》 - 《中国道教史》 - 《道藏提要》 - 《宗教词典》 - 《宗教大辞典》 - 《佛教大辞典》 - 《国家图书馆藏敦煌遗书》 - 《中国历史文化丛书》 |